# Norman Kalle

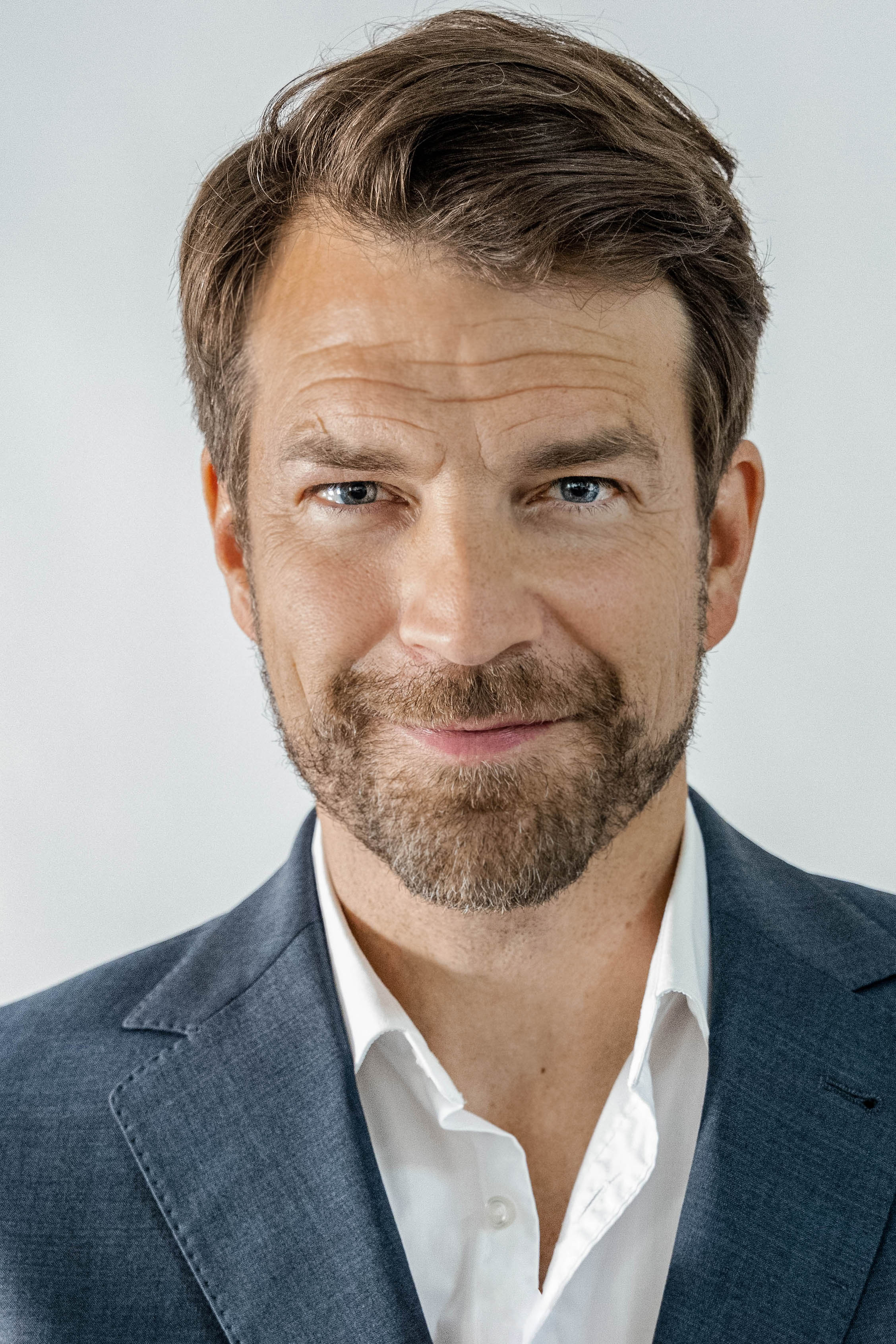
Norman Kalle (2023)

Norman Kalle (* 7. August 1973 in Bremen) ist ein deutscher Schauspieler.

## Werdegang
Nach dem Abitur in Bremen zog Norman Kalle nach Hamburg, um Betriebswirtschaftslehre zu studieren. Er nahm mehrere Jahre privaten Schauspielunterricht bei verschiedenen Schauspiellehrern und absolvierte diverse Camera Acting Trainings.
Die erste größere Rolle hatte er bei Gute Zeiten, schlechte Zeiten, wo er von 2000 bis 2002 als zweiter Darsteller Martin Wiebe spielte. Von 2004 bis 2007 übernahm er die Rolle des Bodyguards Leo Bachschuster in der ZDF-Produktion „Der Fürst und das Mädchen“.
Norman Kalle war 2007 in den Folgen 156–270 in der RTL-Daily Alles was zählt als Oliver Sommer zu sehen. Nach einer Pause stieg er im Dezember 2007 in Folge 323 wieder ein und schied 2010 aus, um wieder in seine Heimat Hamburg zurückzukehren, wo er neben der Schauspielerei als Fotograf arbeitet und Inhaber einer Model- und Schauspielagentur ist.
Am 29. Januar 2009 spielte Kalle eine Gastrolle in der Serie 112 – Sie retten dein Leben. Ende 2014 und Anfang 2015 sowie im Juni 2017 war er in der ARD-Telenovela Rote Rosen als Kunstdieb Justus Hillebrand zu sehen.
Kalle war von 2007 bis 2010 festes Ensemble-Mitglied beim Mund Art Theater in Neu-Isenburg. Sein Theaterdebüt gab er in Der kühne Schwimmer von Arnold und Bach an der Seite und unter der Regie von Thorsten Wszolek im Oktober 2007. Mit Die vertagte Hochzeitsnacht war er im März und April 2009 auf Deutschlandtournee.
Seit 2008 lebt Kalle in Hamburg.
2024 gründete er die Schauspielagentur Kalle Management.

## Filmografie
- 1997–1998: Geliebte Schwestern
- 1998: City Express
- 2000–2002: Gute Zeiten, schlechte Zeiten
- 2003: Im Namen des Gesetzes, Gastauftritt
- 2003: Eine kleine Reisegeschichte (Kurzfilm, HdM Stuttgart) (Einladung zum Max-Ohpüls-Film-Festival 2004)
- 2003: Sailaway
- 2004: Der Fürst und das Mädchen
- 2005: Augenblick
- 2006–2007: Der Fürst und das Mädchen
- 2007–2010: Alles was zählt
- 2009: 112 – Sie retten Dein Leben
- 2011: Inga Lindström: Svens Vermächtnis
- 2011: Die Relativitätstheorie der Liebe
- 2011: Das ist mein Emsland[5]
- 2012: Inga Lindström: Ein Lied für Solveig
- 2012: Notruf Hafenkante (Fernsehserie, Folge Am Ende alles auf Anfang)
- 2012: Dora Heldt: Bei Hitze ist es wenigstens nicht kalt
- 2013: Gewissenskrieg - War of Conscience
- 2014–2015, 2017: Rote Rosen

## Mund Art Theater
- 2007: Der kühne Schwimmer, Comedy von Franz Arnold und Ernst Bach
- 2008: Die Lokalbahn, Musical von Thorsten Wszolek
- 2008: Die vertagte Hochzeitsnacht, Comedy von Franz Arnold und Ernst Bach
- 2008–2009: Die vertagte Hochzeitsnacht (Deutschland-Tournee)
- 2009: Friedhofsgärtner, Satire von Thorsten Wszolek
- 2009: Der keusche Lebemann, Comedy von Franz Arnold und Ernst Bach
- 2010: Mundart Deluxe – Surprime (Solo-Gesangsauftritt), große Jubiläumsgala anlässlich 15 Jahre Mund Art Theater
- 2010: Stöpsel, Comedy von Franz Arnold und Ernst Bach